# Globo d'oro alla miglior attrice rivelazione
Il Globo d'oro alla miglior attrice rivelazione è un premio assegnato ogni anno alla miglior attrice rivelazione italiano. 

## Albo d'oro

### Anni 1960
- 1961: Monica Vitti - L'avventura
- 1968: Graziella Granata - Escalation
- 1969: Isabella Rey - La bambolona

### Anni 1970
- 1970: Ottavia Piccolo - Metello
- 1971: Francesca Romana Coluzzi - Venga a prendere il caffè... da noi
- 1973: Mariangela Melato - Mimì metallurgico ferito nell'onore
- 1974: Laura Antonelli - Malizia
- 1975: Agostina Belli - Profumo di donna
- 1976: Olimpia Carlisi - Irene, Irene
- 1978: Rena Niehaus - Oedipus Orca

### Anni 1980
- 1981: Valeria D'Obici - Passione d'amore
- 1982: Patrizia De Clara - Duetto
- 1984: Michela Mioni - Amore tossico
- 1985: Elena Sofia Ricci - Impiegati
- 1986: Valeria Golino - Figlio mio infinitamente caro e Piccoli fuochi
- 1987: Margherita Buy - La seconda notte
- 1988: Giulia Boschi - Notte italiana e Da grande

### Anni 1990
- 1998: Giovanna Mezzogiorno - Il viaggio della sposa
- 1999: Maya Sansa - La balia

### Anni 2000
- 2000: Licia Maglietta - Pane e tulipani
- 2001: Stefania Rocca - Rosa e Cornelia
- 2002: Rosalinda Celentano - L'amore probabilmente e Paz!
- 2003: Donatella Finocchiaro - Angela
- 2004: Michela Cescon - Primo amore
- 2005: Olivia Magnani - Le conseguenze dell'amore
- 2006: Donatella Finocchiaro - Il regista di matrimoni
- 2007: Ambra Angiolini - Saturno contro
- 2008
  - Antonia Liskova - Riparo
  - Kasia Smutniak - Nelle tue mani
- 2009: Alba Rohrwacher - Il papà di Giovanna

### Anni 2010
- 2010: Nicole Grimaudo - Mine vaganti
- 2011: Victoria Larchenko - La bella gente
- 2019: Ludovica Nasti - L'amica geniale

### Anni 2020
- 2020: Virginia Apicella - Nevia[1]